# SV Real Rincon
L'SV Real Rincon (nom complet Sportvereniging Real Rincon) és un club de futbol de la ciutat de Rincon, a Bonaire. Va ser fundat el 1957. Entre les seves participacions a nivell internacional cal destacar una tercera posició a la Caribbean Club Shield l'any 2018.

## Palmarès
- Lliga de Bonaire de futbol:[3]
  - 1971–72, 1973, 1979, 1986, 1996, 1997, 2002–03, 2003–04, 2005–06, 2014, 2016–17, 2017–18, 2018–19, 2021, 2022, 2023–24
- Kopa MCB:
  - 2012, 2013, 2014, 2015
- Kopa ABC:
  - 2018